# 1280
1280 (MCCLXXX) var ett skottår som började en måndag i den julianska kalendern.

## Händelser

### Maj
- 9 maj – När den norske kungen Magnus Lagaböter dör efterträds han som kung av Norge av sin son Erik.

### Augusti
- Augusti – Upproriska stormän (se under Avlidna) avrättas i Stockholm, vilket avslutar det tredje folkungaupproret.

### September
- 27 september – Alsnö möte, där Alsnö stadga införs, hålls under hösten troligtvis detta datum.

### Okänt datum
- Domkapitlet i Växjö är belagt i källorna från detta år.
- Katedralen i Chartres färdigställs.

## Födda
- Birger Magnusson, kung av Sverige 1290–1318.
- Edward Bruce, storkonung av Irland 1315–1318 (född omkring detta år).
- Blanka av Anjou, drottning och regent av Aragonien och Sicilien.

## Avlidna
- 2 maj – Trugot Torstensen, dansk ärkebiskop sedan 1276.
- 9 maj – Magnus Lagaböter, kung av Norge sedan 1263.
- 22 augusti – Nicolaus III, född Giovanni Gaetano Orsini, påve sedan 1277.
- Augusti (avrättade efter Folkungaupproret)
  - Birger Filipsson (Aspenäsätten).
  - Johan Filipsson (Aspenäsätten).
  - Johan Karlsson till Fånö.